# Konoe Iezane
Konoe Iemi (Konoe Iezane, anterior: 近頄衞 家實) (29 de gener, 1179 (9 de març, 1179), - mort	27 de desembre, 1243 (19 de gener, 1243) va ser un príncep de principis del període Kamakura. El fill gran de Sekihaku i Konoe Motomichi. El rang oficial és el primer rang, Sekihaku, el ministre de Taisei, i la segona emperadriu. El tercer cap de la família Konoe. En els seus últims anys, va establir l'Inokuma Hall a Rokujo Inokuma Koji, de manera que es va anomenar Inokuma Kanpaku.

## Biografia
El desembre del primer any de Kenkyu (1190), va ser ordenat al palau de Rokujo. El desembre del mateix any (1191) va ser ordenat senyor de tercer rang. Després d'això, el rang oficial va progressar, i el desembre del primer any de Motohisa (1204), es va convertir en el ministre d'esquerres, i el primer any de Kenei (1206), amb la mort de Kujo Yoshitsune, va ser nomenat cap del clan Fuji i regent. El mateix any, va ser nomenat Sekihaku. El 3r any de Jokyu (1221), es va oposar a l'aixecament de tropes per part de l'emperador Go-Toba i altres en la rebel·lió de Jokyu, i va ser destituït de Sekihaku a l'abril, però després de la supressió de la rebel·lió, l'emperador Nakakyo va abdicar. Va ser expulsat, i al juliol va ser nomenat regent de nou. El 20 de desembre del mateix any, va ser nomenat ministre de Taisei i va servir com a antic uniforme i corona de l'emperador Go-Horikawa. Després de la caiguda de Takakura-in el segon any de Sadao (1223), es va convertir en el líder de la cort imperial tant en nom com en realitat. En cooperació amb el shogunat de Kamakura, va instituir un renaixement i una política passiva per negar l'administració de Go-Toba, va restablir el protocol del senyor en la demanda i va tractar de fer front a les dificultats financeres amb èxit, però Tsunaki només es va relaxar. El desembre del 2n any d'Ansada (1228), es va veure obligat a dimitir de Sekihaku a causa de les maquinacions dels taoistes en aliança amb Saionji Kōtsune. Es diu que hi va haver un conflicte polític complicat, com la mare de l'emperador, Kitashirakawain, que va estar involucrada en aquest canvi, i va pressionar el shogunat, mentre que l'emperador Go-Horikawa, que tenia la seva filla, la filla gran, com a emperadriu, es va resistir al canvi, i alguns investigadors l'anomenen "l'agitació política del segon any d'Ansada". A partir de llavors, es va convertir en costum que la família Konoe i la família Kujo es tornessin per servir com a regents. Al març del 4t any de Jiayi (1238), es va convertir en emperadriu menor. Va ser ordenat el 28 de novembre de 1241, en el segon any de Niji, i va prendre el nom d'Enshin. El 27 de desembre de l'any següent, va morir de tos i malaltia al palau d'Inokuma. Tenia 64 anys.
Tenia una personalitat suau i tenia una gran confiança del shogunat, i va treballar per reparar la difícil relació entre el shogunat i el shogunat abans i després de la Guerra Jokyu. El diari "Inokuma Seki Hakuki" ("Continuació del calendari imperial") és una font històrica important per aprendre sobre l'administració Go-Toba i el shogunat en els primers dies, i el Yomei Bunko té una còpia autògrafa.